# NGC 2104
NGC 2104 è una galassia a spirale barrata situata nella costellazione del Pittore, a una distanza di circa 45 milioni di anni luce dalla nostra Via Lattea.

## Scoperta
La galassia è stata scoperta il 27 dicembre 1834 dall'astronomo britannico John Herschel.

## Descrizione
NGC 2104 ha una classe di luminosità V e presenta una larga riga a 21 cm dell'idrogeno neutro.